# Усенко Валентина Володимирівна
Валенти́на Володи́мирівна Усе́нко (13 вересня 1935 — 20 травня 2015) — українська суспільно‑політична та громадська діячка, багаторічна голова правління Дитячого фонду України, кандидат історичних наук.

## Життєпис
Народилась 13 вересня 1935 року в місті Кам'янське (тоді — Дніпродзержинськ) у родині робітника Володимира Івановича та домогосподарки Ольги Авксентіївни Усенків.17 представниць Дніпродзержинська в енциклопедичному словнику «Жінки України» (укр.). disk-sport.com. 13 березня 2015.
У 1957 році закінчила Горлівський інститут іноземних мов (англійська філологія), у 1983 — Академію суспільних наук у Москві.Усенко Валентина Володимирівна. Енциклопедія Сучасної України (укр.). Процитовано 3 червня 2025.

### Освітянська та партійна робота
1958–1965 — учителька англійської мови, заступник директора, згодом директор середньої школи № 89 заводу «Південмаш» (Дніпропетровськ).
1965–1987 — на партійній роботі: від заступниці завідувача відділу науки й навчальних закладів Дніпропетровського обкому КПУ до заступниці завідувача відділу науки й навчальних закладів ЦК КПУ (Київ).

### Дитячий фонд України
З 1988 року очолювала правління Дитячого фонду України, створеного на базі Українського відділення Всесоюзного дитячого фонду. Керувала фондом до 2014 року, ініціювала програми підтримки дітей‑сиріт, постраждалих від аварії на ЧАЕС, розвиток дитячих будинків сімейного типу, міжнародні благодійні акції.Лист до благодійного фонду розглянуть за 15 днів (укр.). Gazeta.ua. 25 липня 2008.

### Міжнародна діяльність
У складі українських урядових делегацій брала участь у 24‑й (1971) та 48‑й (1988) сесіях Генеральної Асамблеї ООН, виступала в Третьому комітеті, долучилася до роботи над Конвенцією ООН про права дитини 1989 року.Розпорядження КМУ «Про утворення Всеукраїнської спостережної ради з питань прав дитини» (укр.). Кабінет Міністрів України. 18 лютого 2003.

### Наукова робота
1985 року захистила кандидатську дисертацію з історії. Авторка понад 30 наукових статей з історії та педагогіки. Упорядниця (співавторка, редакторка) видань:
«Реформі школи — партійну турботу» / уклад.: В. В. Усенко, В. І. Батищев, І. С. Бик. — Київ, 1985. — 112 с.; включає працю Є. А. Козакова «Реформа школи в дії» (с. 98–101);
«П’ятий з’їзд учителів УРСР (15–16 травня 1987 р.)» / редкол.: В. Є. Тараненко, В. С. Плохій, В. В. Усенко та ін. — Київ : Рад. шк., 1987. — 144 с.;
«Права дітей» (1995);
«Проблеми виховання у дитячих будинках сімейного типу» (1998);
«Ми — діти, народ України» (2001).

## Нагороди
Орден Трудового Червоного Прапора (1971, 1974).Пам’яті Валентини Володимирівни Усенко. uapatent.blogspot.com (укр.). 30 серпня 2015. {{cite web}}: символ нерозривного пробілу в |date= на позиції 3 (довідка)
Орден Дружби (2005).Указ Президента РФ від 17 жовтня 2005 р. № 1212 «Про нагородження орденом Дружби Усенко В. В.» (рос.). Президент Російської Федерації. 17 жовтня 2005. Процитовано 3 червня 2025. {{cite web}}: символ нерозривного пробілу в |accessdate= на позиції 2 (довідка); символ нерозривного пробілу в |date= на позиції 3 (довідка); символ нерозривного пробілу в |title= на позиції 38 (довідка)
Орден княгині Ольги III ступеня (2006).Указ Президента України № 191/2006 «Про відзначення державними нагородами України» (укр.). Президент України. 1 березня 2006. {{cite web}}: символ нерозривного пробілу в |date= на позиції 2 (довідка); символ нерозривного пробілу в |title= на позиції 26 (довідка)
Почесні грамоти Президії Верховної Ради УРСР (1976, 1985).

## Родина
Чоловік — Шаблон:Немає даних.
Сини: Олександр (1962–1993), учасник війни в Афганістані; Сергій (1967–2022), кандидат медичних наук, доцент НМУ ім. О. О. Богомольця.Пішов з життя доцент кафедри стоматології НМУ Сергій Анатолійович Усенко (укр.). НМУ ім. О.О. Богомольця. 22 березня 2022. Процитовано 3 червня 2025. {{cite web}}: символ нерозривного пробілу в |accessdate= на позиції 2 (довідка); символ нерозривного пробілу в |date= на позиції 3 (довідка); символ нерозривного пробілу в |publisher= на позиції 8 (довідка)